# Битка за Корехидор
Битка за Корехидор (енгл. Battle of Corregidor), вођена у априлу и мају 1942, била је део јапанске офанзиве на Пацифику током Другог светског рата. Борбе на Батану и Корехидору вођене су у време кад су Јапанци муњевито освајали огромна пространства Далеког истока, не наилазећи нигде на озбиљнији отпор. Гледане у том светлу, четворомесечне борбе америчке и филипинске војске против Јапанаца, на простору од неколико стотина квадратних километара, деловале су, упркос тешком поразу, као нада и охрабрење за САД и њихове савезнике.

## Опсада
После капитулације америчко-филипинских снага на полуострву Батан, 9. априла 1942, утврђено острво Корехидор на улазу у Манилски залив остало је једино америчко упориште на Филипинима. Јапанци су имали у то време потпуну превласт на мору и у ваздуху, али упорни браниоци, око 11.000, под командом америчког генерала Џонатана Вејнрајта (енгл. Jonathan Wainwright), иако изнурени глађу и болестима, пуних 27 дана издржали су јапанску опсаду.

### Јапански десант и капитулација
У ноћи 5. маја 1942, Јапанци су чамцима прикупљеним на јужној обали Батана извршили поморски десант на Корехидор и до подне следећег дана заузели највећи део острва. Отпор бранилаца престао је 6. маја у 18 часова, кад су се остаци филипинско-америчких снага предали јапанском генералу Масахару Хоми (енгл. Masaharu Homma).